# JWL

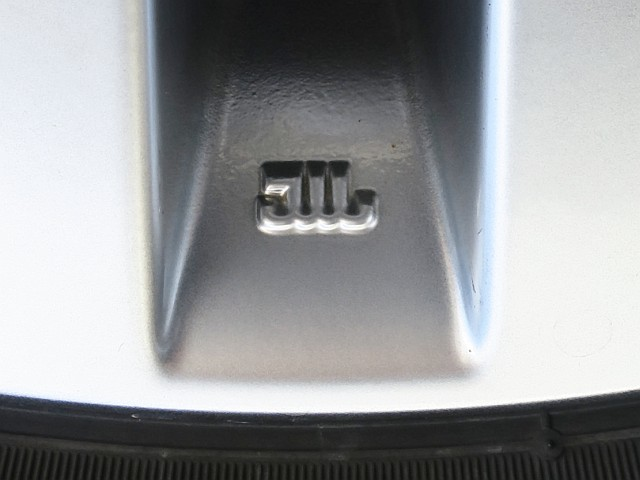
JWLマーク

JWLは、国土交通省（旧・運輸省）通達「乗用車用軽合金製ディスクホイールの技術基準」が定める基準を満たしたアルミホイールおよびマグネシウムホイールに付される記号。「Japan Light Alloy Wheel」を元にした造語で、貨物自動車および大型自動車向けのアルミホイールにはJWL-T (Japan Light Alloy Wheel - Truck) 規格が存在する。